# Murphy's
La Murphy's, la cui denominazione completa è Murphy's Irish Stout, è una birra scura irlandese di tipo stout, prodotta fin dal 1856 nell'omonimo birrificio di Cork, nell'Irlanda meridionale.
Rispetto alle sue principali concorrenti, la celebre Guinness e la Beamish, la Murphy's si distingue per un sapore un po' più leggero e meno amaro. Il suo gusto richiama gli aromi del caramello e del malto,
ed è anche descritto come simile a quello del cioccolato al latte. Anche la consistenza ricorda quella del latte, e la schiuma (definita head, cioè testa), se spillata correttamente, dev'essere particolarmente densa e cremosa.

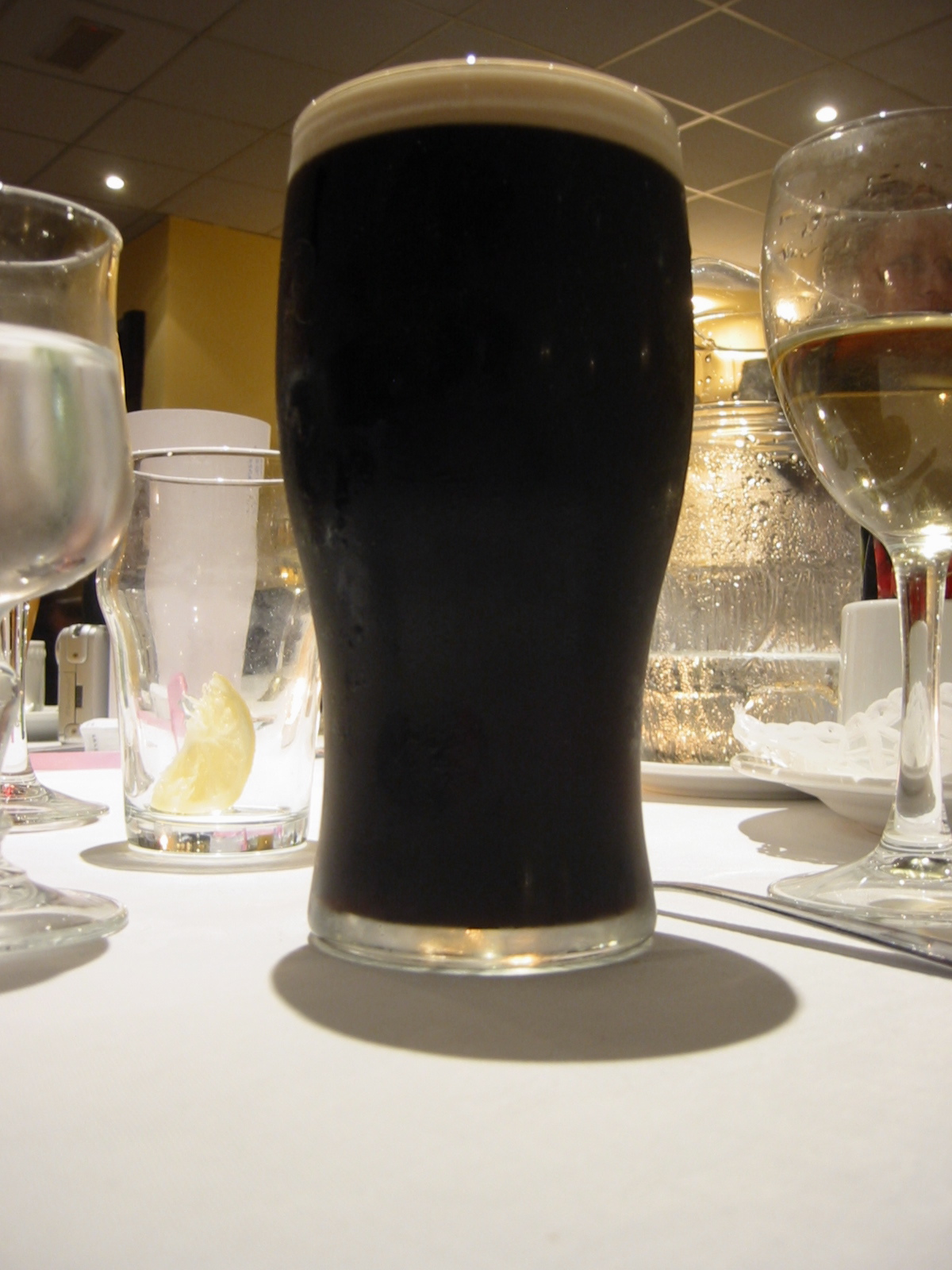
Una pinta di Murphy's

Dopo essere stata per molti anni una birra a diffusione prevalentemente locale, l'acquisizione del birrificio da parte del marchio Heineken determinò una più ampia distribuzione e diffusione della Murphy's all'estero. Attualmente è venduta in 70 paesi ed è la birra stout con il più alto indice di crescita.
Con la commercializzazione all'estero del marchio Murphy's è stata creata, per il mercato internazionale, anche una variante di tipo ale, la Murphy's Red, di colore rosso ambrato.